# Piacenza Football Club 1996-1997
Questa voce raccoglie le informazioni riguardanti il Piacenza Football Club nelle competizioni ufficiali della stagione 1996-1997.

## Stagione
Nell'estate 1996 lascia il Piacenza l'allenatore Luigi Cagni, sulla panchina emiliana dal 1990; gli subentra Bortolo Mutti, già tecnico del Cosenza ed esordiente nella massima serie. La squadra viene profondamente rinnovata; tra gli altri, viene ceduto il cannoniere Nicola Caccia al Napoli, e lo sostituisce Pasquale Luiso, autore di 19 reti nel campionato di Serie B 1995-1996 con l'Avellino. Grazie alle reti del centravanti campano (spesso festeggiate con il balletto della Macarena, il Piacenza inizia il campionato con una serie di prestazioni positive, culminate con la vittoria sul Milan per 3-2, il 1º dicembre 1996: Luiso realizza la rete decisiva in rovesciata, e la sconfitta provoca l'esonero di Óscar Tabárez dalla panchina rossonera, con il ritorno di Arrigo Sacchi al Milan.
Nei mesi successivi la squadra accusa numerose difficoltà: Luiso smette di segnare, inizia un lungo digiuno di vittorie (8 giornate consecutive) e inoltre il 30 dicembre 1996 viene a mancare il presidente Leonardo Garilli, principale artefice dei successi della società dal 1983. Gli subentra alla presidenza il figlio Stefano, mentre sul campo la formazione di Mutti si trova in lotta per la salvezza con Cagliari e Perugia: nell'ultima giornata di campionato il Piacenza sconfigge gli umbri, condannandoli alla Serie B per la classifica avulsa, mentre due settimane dopo una doppietta di Luiso consente ai biancorossi di piegare il Cagliari nello spareggio-salvezza disputato allo Stadio San Paolo di Napoli.

## Divise e sponsor
Il fornitore ufficiale di materiale tecnico per la stagione 1996-1997 fu ABM, mentre lo sponsor di maglia fu Cassa di Risparmio di Parma e Piacenza.
| Casa | Trasferta | Terza divisa |

## Organigramma societario
Area direttiva
- Presidente: Leonardo Garilli, dal 7 gennaio 1997 Stefano Garilli[1]
- Vicepresidente: carica vacante, dal 7 gennaio 1997 Fabrizio Garilli[1]
- Segretario: Giovanni Rubini

Area tecnica
- Direttore sportivo: Gian Pietro Marchetti
- Allenatore: Bortolo Mutti
- Allenatore in 2ª e Primavera: Maurizio Braghin
- Allenatore dei portieri: Maurizio Guido
- Preparatore atletico: Arnaldo Longaretti, poi Gianfranco Baggi[12]

Area sanitaria
- Medico sociale: Augusto Terzi
- Massaggiatore: Romano Mandrini

## Rosa[11]
| N. |                   | Ruolo | Calciatore                |
| -- | ----------------- | ----- | ------------------------- |
| 1  | Italia (bandiera) | P     | Massimo Taibi             |
| 2  | Italia (bandiera) | D     | Cleto Polonia             |
| 3  | Italia (bandiera) | D     | Massimo Brioschi          |
| 4  | Italia (bandiera) | D     | Stefano Maccoppi          |
| 5  | Italia (bandiera) | D     | Paolo Tramezzani          |
| 6  | Italia (bandiera) | D     | Settimio Lucci (capitano) |
| 7  | Italia (bandiera) | C     | Eusebio Di Francesco      |
| 8  | Italia (bandiera) | A     | Fabian Valtolina          |
| 9  | Italia (bandiera) | A     | Pasquale Luiso            |
| 10 | Italia (bandiera) | C     | Daniele Moretti           |
| 11 | Italia (bandiera) | A     | Gianpietro Piovani        |
| 12 | Italia (bandiera) | P     | Sergio Marcon             |
| 13 | Italia (bandiera) | C     | Fausto Pari               |
| 14 | Italia (bandiera) | D     | Mirko Conte               |

| N. |                   | Ruolo | Calciatore           |
| -- | ----------------- | ----- | -------------------- |
| 15 | Italia (bandiera) | C     | Gabriele Pin         |
| 16 | Italia (bandiera) | C     | Giuseppe Scienza     |
| 17 | Italia (bandiera) | C     | Aladino Valoti       |
| 18 | Italia (bandiera) | A     | Andrea Tentoni       |
| 19 | Italia (bandiera) | A     | Gabriele Ballotta    |
| 20 | Italia (bandiera) | D     | Umberto Colicchio    |
| 21 | Italia (bandiera) | P     | Gianluca Marchesini  |
| 22 | Italia (bandiera) | C     | Carlo Ballotta       |
| 23 | Italia (bandiera) | A     | Francesco Zerbini    |
| 24 | Italia (bandiera) | D     | Simone Corradi       |
| 25 | Italia (bandiera) | D     | Daniele Delli Carri  |
| 26 | Italia (bandiera) | C     | Luca Matteassi       |
| 27 | Italia (bandiera) | D     | Alessandro Lucarelli |
| 28 | Italia (bandiera) | D     | Daniele Cozzi        |

## Calciomercato[11]
| Acquisti | Acquisti            | Acquisti       | Acquisti              |
| R.       | Nome                | da             | Modalità              |
| -------- | ------------------- | -------------- | --------------------- |
| P        | Sergio Marcon       | Fidelis Andria |                       |
| D        | Mirko Conte         | Inter          | riscatto comproprietà |
| D        | Daniele Delli Carri | Genoa          | [ 14 ]                |
| D        | Stefano Rossini     | Udinese        | riscatto comproprietà |
| D        | Paolo Tramezzani    | Inter          | svincolato            |
| C        | Fausto Pari         | Napoli         | svincolato            |
| C        | Gabriele Pin        | Parma          | svincolato            |
| C        | Giuseppe Scienza    | Venezia        |                       |
| C        | Aladino Valoti      | Verona         | svincolato            |
| A        | Pasquale Luiso      | Chievo         | [ 17 ]                |
| A        | Simone Inzaghi      | Novara         | fine prestito         |
| A        | Andrea Tentoni      | Cremonese      |                       |
| A        | Fabian Valtolina    | Bologna        | svincolato            |

| Cessioni | Cessioni                | Cessioni    | Cessioni              |
| R.       | Nome                    | a           | Modalità              |
| -------- | ----------------------- | ----------- | --------------------- |
| P        | Luigi Simoni            | Reggina     |                       |
| D        | Massimo Brioschi        | Padova      | [ 13 ]                |
| D        | Roberto Lorenzini       | Milan       | fine prestito         |
| D        | Stefano Rossini         | Atalanta    | [ 16 ]                |
| D        | Cristian Trapella       | Fiorenzuola | riscatto comproprietà |
| C        | Angelo Carbone          | Reggiana    |                       |
| C        | Eugenio Corini          | Sampdoria   | fine prestito         |
| C        | Francesco Turrini       | Napoli      |                       |
| A        | Nicola Caccia           | Napoli      |                       |
| A        | Massimiliano Cappellini | Empoli      |                       |
| A        | Simone Inzaghi          | Lumezzane   | prestito              |

## Risultati

### Serie A

#### Girone di andata
| Arbitro: | Bettin (Padova) |

|                                  |           |                  |
| Aldair 12’ Balbo 37’ Fonseca 73’ | Marcatori | 49’ (rig.) Luiso |

| Piacenza 15 settembre 1996 2ª giornata | Piacenza             | 0 – 0 referto | Parma | Stadio Galleana\| Arbitro: \| Pairetto (Nichelino) \| |
| Arbitro:                               | Pairetto (Nichelino) |               |       |                                                       |

| Arbitro: | Bolognino (Milano) |

|            |           |           |
| Caccia 31’ | Marcatori | 67’ Luiso |

| Arbitro: | Lana (Torino) |

|           |           |  |
| Luiso 45’ | Marcatori |  |

| Arbitro: | Tombolini (Ancona) |

|                            |           |  |
| Branca 45+1’ Djorkaeff 48’ | Marcatori |  |

| Arbitro: | Pellegrino (Barcellona Pozzo di Gotto) |

|                                 |           |  |
| Luiso 23’, 76’ Di Francesco 88’ | Marcatori |  |

| Arbitro: | Rossi (Ciampino) |

|                              |           |  |
| Luiso 42’ (rig.) Scienza 57’ | Marcatori |  |

| Arbitro: | Rodomonti (Teramo) |

|                                    |           |  |
| R. Mancini 16’, 80’ Carparelli 55’ | Marcatori |  |

| Arbitro: | Treossi (Forlì) |

|             |           |                             |
| Scienza 27’ | Marcatori | 7’, 40’ (rig.), 54’ Signori |

| Arbitro: | Bonfrisco (Monza) |

|              |           |                  |
| Robbiati 27’ | Marcatori | 65’ (rig.) Luiso |

| Arbitro: | Messina (Bergamo) |

|                                      |           |                  |
| Valoti 9’ Di Francesco 44’ Luiso 71’ | Marcatori | 46’, 68’ Dugarry |

| Arbitro: | Trentalange (Torino) |

|               |           |               |
| Paramatti 53’ | Marcatori | 90+1’ Tentoni |

| Arbitro: | Serena (Bassano del Grappa) |

|                                          |           |  |
| F. Inzaghi 15’, 32’ Rotella 54’ Sgrò 63’ | Marcatori |  |

| Arbitro: | Racalbuto (Gallarate) |

|                 |           |              |
| Delli Carri 86’ | Marcatori | 59’ Padovano |

| Arbitro: | Braschi (Prato) |

|              |           |  |
| Lonstrup 78’ | Marcatori |  |

| Piacenza 12 gennaio 1997 16ª giornata | Piacenza      | 0 – 0 referto | Udinese | Stadio Galleana\| Arbitro: \| Lana (Torino) \| |
| Arbitro:                              | Lana (Torino) |               |         |                                                |

| Arbitro: | Bonfrisco (Monza) |

|           |           |             |
| Negri 17’ | Marcatori | 74’ Scienza |

#### Girone di ritorno
| Piacenza 26 gennaio 1997 18ª giornata | Piacenza        | 0 – 0 referto | Roma | Stadio Leonardo Garilli\| Arbitro: \| Bettin (Padova) \| |
| Arbitro:                              | Bettin (Padova) |               |      |                                                          |

| Arbitro: | Cesari (Genova) |

|            |           |  |
| Chiesa 57’ | Marcatori |  |

| Arbitro: | Racalbuto (Gallarate) |

|             |           |  |
| Scienza 35’ | Marcatori |  |

| Arbitro: | Farina (Novi Ligure) |

|                 |           |            |
| M. Beghetto 15’ | Marcatori | 4’ Piovani |

| Arbitro: | Trentalange (Torino) |

|  |           |                        |
|  | Marcatori | 40’, 45’ Ince 54’ Ganz |

| Bologna 9 marzo 1997 23ª giornata | Reggiana          | 0 – 0 referto | Piacenza | Stadio Renato Dall'Ara\| Arbitro: \| Messina (Bergamo) \| |
| Arbitro:                          | Messina (Bergamo) |               |          |                                                           |

| Verona 16 marzo 1997 24ª giornata | Verona               | 0 – 0 referto | Piacenza | Stadio Marcantonio Bentegodi\| Arbitro: \| Farina (Novi Ligure) \| |
| Arbitro:                          | Farina (Novi Ligure) |               |          |                                                                    |

| Arbitro: | Rodomonti (Teramo) |

|                            |           |                           |
| Tramezzani 14’ Piovani 29’ | Marcatori | 40’ Montella 48’ Pesaresi |

| Arbitro: | Pellegrino (Barcellona Pozzo di Gotto) |

|                                 |           |  |
| Signori 31’ (rig.) Rambaudi 73’ | Marcatori |  |

| Arbitro: | Beschin (Legnago) |

|           |           |                |
| Luiso 67’ | Marcatori | 56’ L. Amoruso |

| Milano 20 aprile 1997 28ª giornata | Milan             | 0 – 0 referto | Piacenza | Stadio Giuseppe Meazza\| Arbitro: \| Messina (Bergamo) \| |
| Arbitro:                           | Messina (Bergamo) |               |          |                                                           |

| Arbitro: | Braschi (Prato) |

|                  |           |               |
| Di Francesco 17’ | Marcatori | 86’ Andersson |

| Arbitro: | Farina (Novi Ligure) |

|                             |           |                |
| Luiso 15’, 62’ M. Conte 50’ | Marcatori | 32’ F. Inzaghi |

| Arbitro: | Cesari (Genova) |

|                                          |           |           |
| Zidane 51’ C. Vieri 54’, 88’ Jugovic 77’ | Marcatori | 56’ Luiso |

| Arbitro: | Ceccarini (Livorno) |

|          |           |               |
| Luiso 8’ | Marcatori | 43’ Tovalieri |

| Arbitro: | Boggi (Salerno) |

|                                                |           |  |
| Sergio 13’ Bierhoff 18’ Poggi 45’ Cappioli 85’ | Marcatori |  |

| Arbitro: | Trentalange (Torino) |

|                            |           |            |
| Luiso 30’ Lucci 49’ (rig.) | Marcatori | 90’ Dicara |

#### Spareggio salvezza
| Arbitro: | Braschi (Prato) |

|               |           |                                     |
| Tovalieri 65’ | Marcatori | 5’, 90+1’ Luiso 38’ (aut.) Berretta |

### Coppa Italia
| Arbitro: | Nucini (Bergamo) |

|                                      |                      |                                       |
| Toti Marra Pallanch Fabris Battaglia | Tiri di rigore 4 – 3 | Valtolina Lucci Moretti Luiso Piovani |

## Statistiche

### Statistiche di squadra
| Competizione | Punti | Totale | Totale | Totale | Totale | Totale | Totale | DR  |
| Competizione | Punti | G      | V      | N      | P      | Gf     | Gs     | DR  |
| ------------ | ----- | ------ | ------ | ------ | ------ | ------ | ------ | --- |
| Serie A      | 37    | 34     | 7      | 16     | 11     | 29     | 45     | -16 |
| Coppa Italia |       | 1      | 0      | 1      | 0      | 0      | 0      | 0   |
| Spareggio    |       | 1      | 1      | 0      | 0      | 3      | 1      | +2  |
| Totale       |       | 36     | 8      | 17     | 11     | 32     | 46     | -14 |

### Statistiche dei giocatori
| Giocatore       | Serie A  | Serie A | Coppa Italia | Coppa Italia | Spareggio | Spareggio | Totale   | Totale |
| Giocatore       | Presenze | Reti    | Presenze     | Reti         | Presenze  | Reti      | Presenze | Reti   |
| --------------- | -------- | ------- | ------------ | ------------ | --------- | --------- | -------- | ------ |
| M. Brioschi     | 4        | 0       | 0            | 0            | 0         | 0         | 4        | 0      |
| M. Conte        | 30       | 1       | 1            | 0            | 1         | 0         | 32       | 1      |
| D. Cozzi        | 1        | 0       | 0            | 0            | 0         | 0         | 1        | 0      |
| D. Delli Carri  | 20       | 1       | -            | -            | 0         | 0         | 20       | 1      |
| E. Di Francesco | 34       | 3       | 1            | 0            | 1         | 0         | 36       | 3      |
| S. Lucci        | 34       | 1       | 1            | 0            | 1         | 0         | 36       | 1      |
| P. Luiso        | 32       | 14      | 1            | 0            | 1         | 2         | 34       | 16     |
| S. Maccoppi     | 4        | 0       | 0            | 0            | 1         | 0         | 5        | 0      |
| S. Marcon       | 1        | -1      | 0            | -0           | 0         | -0        | 1        | -1     |
| L. Matteassi    | 2        | 0       | 0            | 0            | 0         | 0         | 2        | 0      |
| D. Moretti      | 22       | 0       | 1            | 0            | 1         | 0         | 24       | 0      |
| F. Pari         | 30       | 0       | 1            | 0            | 1         | 0         | 32       | 0      |
| G. Pin          | 21       | 0       | 1            | 0            | 0         | 0         | 22       | 0      |
| G. Piovani      | 28       | 2       | 1            | 0            | 1         | 0         | 30       | 2      |
| C. Polonia      | 27       | 0       | 1            | 0            | 1         | 0         | 29       | 0      |
| G. Scienza      | 31       | 4       | 0            | 0            | 1         | 0         | 32       | 4      |
| M. Taibi        | 34       | -44     | 1            | -0           | 1         | -1        | 36       | -45    |
| A. Tentoni      | 31       | 1       | 0            | 0            | 0         | 0         | 31       | 1      |
| P. Tramezzani   | 25       | 1       | 0            | 0            | 1         | 0         | 26       | 1      |
| A. Valoti       | 27       | 1       | 1            | 0            | 1         | 0         | 29       | 1      |
| F. Valtolina    | 27       | 0       | 1            | 0            | 1         | 0         | 29       | 0      |
| F. Zerbini      | 2        | 0       | 0            | 0            | 0         | 0         | 2        | 0      |